# Catenoy
Catenoy is een gemeente in het Franse departement Oise (regio Hauts-de-France). De plaats maakt deel uit van het arrondissement Clermont. Catenoy telde op 1 januari 2022 1.080 inwoners.

## Geografie
De oppervlakte van Catenoy bedroeg op 1 januari 2022 12,61 vierkante kilometer; de bevolkingsdichtheid was toen 85,6 inwoners per km².

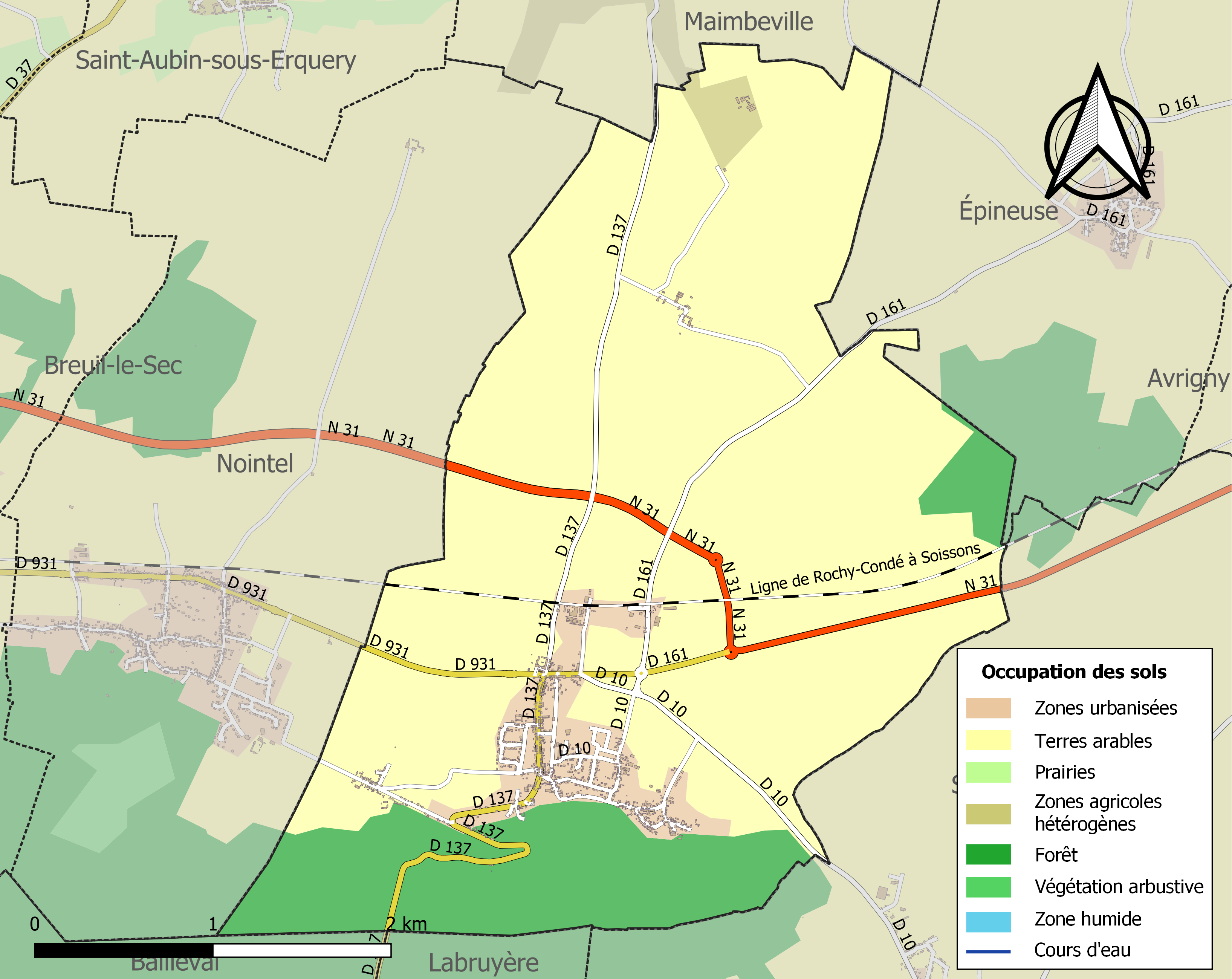
Kaart van de gemeente met belangrijkste infrastructuur, bodemgebruik en omliggende gemeenten

## Demografie
Onderstaande figuur toont het verloop van het inwonertal (bron: INSEE-tellingen).